# Daniel Hähnert
Daniel Hähnert (* 6. Juli 1998) ist ein deutscher Volleyballspieler.

## Karriere
Hähnert begann seine Karriere in der Jugend des SCC Berlin. Später spielte er bei der Nachwuchsmannschaft VC Olympia Berlin, beim Nord-Zweitligisten TSGL Schöneiche und beim SC Potsdam. Aus Potsdam wechselte der Außenangreifer zum PSV Neustrelitz, mit der er ebenfalls in der Zweiten Liga Nord aktiv war. In der Saison 2022/23 spielte er beim schwedischen Verein Södertelge VBK. 2023 wurde der Außenangreifer vom Erstligisten Netzhoppers Königs Wusterhausen verpflichtet. Mit den Netzhoppers kam er in der Saison 2023/24 nicht über das DVV-Pokal-Achtelfinale und den letzten Platz in der Bundesliga hinaus. Auch 2024/25 spielt Hähnert für den Verein.